# 부호 (정보)

모스 부호

부호(符號) 또는 코드(code)는 특정한 형태의 정보를 다른 방법으로 표현하는 규칙을 의미한다. 통신과 정보 처리에서 부호화나 인코딩(encoding)은 정보를 부호를 사용하여 다른 형태의 정보로 변환하는 작업이며, 반대로 복호화나 디코딩(decoding)은 부호화된 정보를 원래 정보로 변환하는 작업이다. 부호화와 복호화 과정을 특정한 부호에 따라 구현한 것을 코덱(codec)이라 한다.

## 예시

### 유전 부호
생물학적 유기체는 기능과 발달을 제어하는 데 사용되는 유전 물질을 포함한다. 이는 메신저 RNA가 유래된 유전자라는 단위를 포함하는 DNA이다. 이는 4개의 가능한 뉴클레오타이드로 구성된 일련의 삼중체(코돈)가 20개의 가능한 아미노산 중 하나로 번역될 수 있는 유전 코드를 통해 단백질을 생성한다. 코돈 시퀀스는 단백질 분자를 형성하는 해당 아미노산 시퀀스를 생성한다. 종료 코돈이라고 하는 유형의 코돈은 시퀀스의 끝을 알린다.

## 같이 보기
- 기호
- 부호화
- 복호화
- 암호화
- 문자 인코딩
- 유전 부호
- 부호화 영역